# بلقیس عمر
بلقیس عمر جراح و شاعر پارسی‌گوی افغان است. 

## زندگینامه
او در سال ۱۳۴۶ در کابل به دنیا آمد و پس از تحصیلات دبیرستانی وارد دانشگاه طب کابل شد و سپس در رشته جراحی ادامه تحصیل داد. 
در سال ۱۳۷۱ افغانستان را ترک نمود و در سال ۱۳۷۸ به استرالیا پناهنده شد.

## نمونه اشعار
همیشه
با هر طلوع شمس
با هر غروب آن-
در خلوت ضمیر
با خود
با خدا
تکرار می‌کنم:
من عاشق توام
من عاشق توام.
۱۳۶۹ کابل
دست و سنگ
دستی با سنگ بلند شد
ز زمین 
شیشه پنجره ما به زمین خورد و شکست 
فریاد زدم 
شیشه پنجره ما را کی شکست؟
دست می‌گوید: سنگ
سنگ می‌گوید دست!

## مرجع
- میرشاهی، مسعود. شعر زنان افغانستان، نشرشهاب، نشرافکار، تهران ۱۳۸۳: صفحات۱۴۹-۱۴۸